# Joaquín Capilla
Joaquín Capilla Pérez (Mexikóváros, 1928. december 23. – 2010. május 8.) olimpiai bajnok mexikói mű- és toronyugró. Két bronz- és egy ezüstérem mellett ő szerezte Mexikó történetének 3. olimpiai aranyát. Még halálakor is ő volt az ország legtöbb olimpiai érmével rendelkező sportolója.

## Élete és pályafutása
1928-ban született Mexikóvárosban. Apja, aki orvos volt, próbálta úgy nevelni fiát, hogy az ne féljen a magasságoktól: hagyta fára mászni és a háztetőkön játszani. Később úszásórákra járt, 17 évesen pedig már a toronyugrás világában is otthon volt.
Nyilvánvaló tehetségének köszönhetően (bár fiatal kora és nemzetközi tapasztalatainak hiánya miatt voltak kétkedők is) bekerült a Mexikót az 1948-as londoni olimpián képviselő válogatottba, és élete első olimpiáján máris bronzérmet szerzett a 10 méteres toronyugrásban. Az 1952-es helsinki olimpián a műugrásszámra történő edzés közben bal keze megsérült, de még így is a negyedik helyen végzett, toronyugrásban pedig ezüstérmes lett. (Testvére, Alberto pedig az ötödik helyen végzett.) Mire elérkezett az 1956-os melbourne-i olimpia, addigra már a Pánamerikai Játékokon is begyűjtött négy aranyat (1951-ben és 1955-ben két-két számot nyert). Az olimpián műugrásban annak ellenére sikerült bronzérmet nyernie, hogy egyik gyakorlatát hibásan hajtotta végre, és a hátával esett a vízbe, a toronyugrás során pedig az amerikaiakat megelőzve megszerezte az aranyérmet, ami történelmi tett volt, ugyanis 44 évvel azelőtt fordult elő utoljára, hogy nem amerikai versenyző nyert ebben a számban.
Miután azonban befejezte sportpályafutását, nem volt felkészülve az élet további részére, ráadásul vannak olyan vélemények, amelyek szerint nagyképűvé, lenézővé vált, senki sem volt „elég” számára. Emellett egy New York-i bemutatón dobhártyája is megsérült. Hamarosan alkoholista lett, első feleségétől is elvált. 1987-re került a mélypontra, már az öngyilkosságon gondolkodott, de ezután második felesége, Carmelita Zavala elvitte őt a Névtelen Alkoholisták nevű szervezethez, ahol a vallásban találta meg a menedéket maga számára, aminek köszönhetően élete rendeződni kezdett. 2009-ben megkapta a Nemzeti Sportdíjat.